# تورو، استونی
تورو، استونی (به لاتین: Tuuru) یک روستا در استونی است که در دهستان ریدالا واقع شده‌است.